# Конфигурация Кремоны — Ричмонда

Конфигурация Кремоны — Ричмонда

Конфигурация Кремоны — Ричмонда — конфигурация из 15 прямых и 15 точек, по три точки, лежащих на каждой прямой, и через каждую точку проходят 3 прямых, при этом конфигурация не содержит треугольников. Конфигурацию изучали Кремона (Cremona 1877) и Ричмонд (Richmond 1900). Конфигурация является обобщённым четырёхугольником с параметрами (2,2). Граф Леви конфигурации — это граф Татта — Коксетера.

## Симметрия
Точки конфигурации Кремоны — Ричмонда можно отождествить с {\displaystyle 15={\binom {6}{2}}} неупорядоченными парами элементов множества из шести элементов, прямые же конфигурации можно отождествить с 15 способами разложения этих шести элементов на три пары, при этом точка инцидентна прямой (лежит на прямой) в том и только в том случае, когда соответствующая пара элементов содержится в разложении, соответствующем прямой. В этой схеме пары элементов называются двойками (duads), а разложения на три пары называются наборами (synthemes). Таким образом, симметрическая группа шести элементов действует транзитивно на флаги конфигурации, где флаг — это пара — прямая и точка на ней. Эта группа является группой автоморфизмов конфигурации.
Конфигурация Кремоны — Ричмонда является самодвойственной — можно обменять местами точки и прямые, сохраняя при этом все свойства инцидентности конфигурации. Эта двойственность придаёт графу Татта — Коксетера дополнительные симметрии, не принадлежащие симметриям конфигурации Кремоны — Ричмонда, которые меняют местами обе доли двудольного графа. Эти симметрии соответствуют внешним автоморфизмам симметрической группы шести элементов.

## Реализация
Любые шесть точек в общем положении в четырёхмерном пространстве дают 15 точек, которые определяются пересечением прямых, проходящих через две точки, с гиперплоскостями, которые определяют оставшиеся четыре точки. Таким образом, двойки соответствуют один к одному этим полученным 15 точкам.
Любые три двойки, которые вместе образуют набор, задают прямую, являющуюся пересечением трёх гиперплоскостей, содержащих две из трёх троек из набора, и эта прямая содержит все точки, соответствующие трём двойкам набора. Таким образом, двойки и наборы абстрактной конфигурации один к одному соответствуют, в смысле принадлежности точек прямым, этим 15 точкам и 15 прямым, полученным из начальных шести точек. То же самое построение можно спроектировать в евклидово пространство (3- мерное) или евклидову плоскость.
Конфигурация Кремоны — Ричмонда имеет также семейство реализаций на плоскости, зависящее от одного параметра, которое имеет циклическую симметрию пятого порядка.

## История
Шлефли (Schläfli 1858)(Schläfli 1863) нашёл кубические поверхности, содержащие 15 вещественных прямых (дополнительных к двойной шестёрке Шлефли во множестве 27 прямых кубики) и 15 касательных плоскостей, по три прямых на каждой плоскости и по три плоскости, проходящих через каждую прямую. Пересечение этих прямых и плоскостей с ещё одной плоскостью даёт 153153 конфигурацию. Эта модель инциденций прямых и плоскостей Шлефли была позднее опубликована Кремоной (Cremona 1868). Наблюдение, что полученная конфигурация не содержит треугольников, было сделано Мартинетти (Martinetti 1886). Та же самая конфигурация появилась в работе Ричмонда (Richmond 1900). Висконти (Visconti 1916) обнаружил, что конфигурацию можно представить в виде самовписанного многоугольника. Бейкер использовал четырёхмерную реализацию конфигурации в качестве рисунка на обложке его двухтомной работы 1922—1925 Principles of Geometry (Основы геометрии). Захарис (Zacharias 1951) переоткрыл ту же самую конфигурацию и обнаружил её реализацию с циклической симметрией пятого порядка.
Название конфигурации произошло от работ Кремоны (Cremona 1868)(Cremona 1877) и Ричмонда (Richmond 1900). Возможно, вследствие некоторых ошибок в работах Мартинетти его вклад остался незамеченным.